# Perfume (zespół muzyczny)

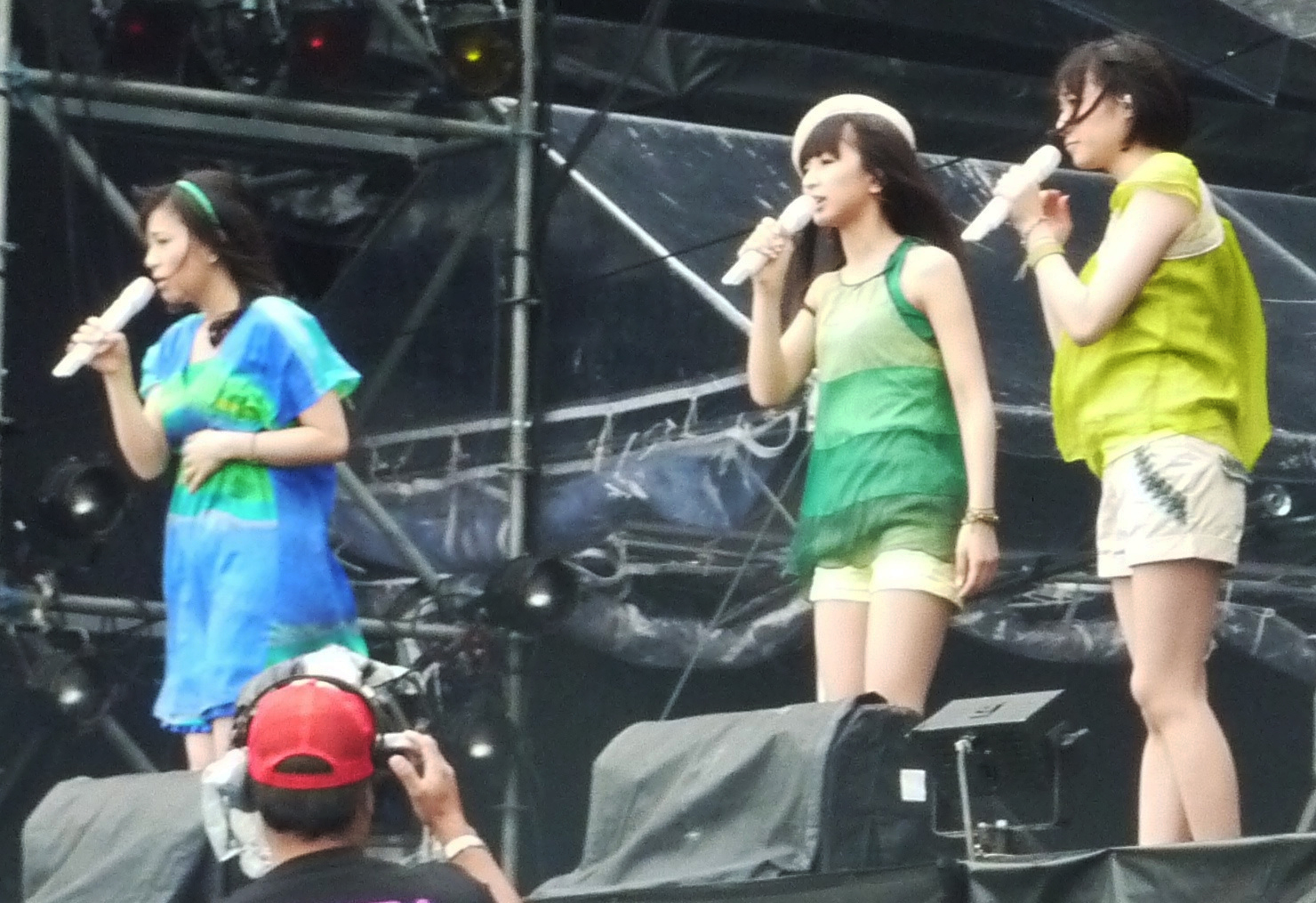
Perfume 2009

Perfume (jap. パフューム Pafyūmu) – japoński żeński zespół założony w 2000 roku w Hiroszimie. Wydawnictwa muzyczne tercetu do września 2017 rozeszły się w nakładzie ponad 4,2 mln egzemplarzy według oficjalnych certyfikatów Recording Industry Association of Japan.

## Historia
Grupę tworzą Ayano Ōmoto, Yuka Kashino oraz Ayaka Nishiwaki, które występują w rodzimym kraju pod pseudonimami scenicznymi: „Nocchi”, „Kashiyuka” i „A~chan”. Grupa zaliczyła swój debiut w 2005 roku i od początku istnienia chwalona była za wysokiej jakości widowiska. Uwagę krytyków zwróciły układy taneczne, synergiczne efekty specjalne i przetworzone cyfrowo wokale prezentowane przez artystki na koncertach.
Członkinie w momencie dołączenia do zespołu były w wieku nastoletnim, a ich działalność początkowo ograniczała się do lokalnych występów. W 2001 zespół opuściła Yuka Kawashima. W 2003 zostały zauważone przez producenta Nakatę Yasutakę, dzięki czemu dwa lata później podpisały kontrakt płytowy z wytwórnią Takuma Japan. Dziennikarze muzyczni porównują ich wczesną twórczość do anisonu, popu i techno z początku lat 80. XX wieku, zaś dalszą – do dokonań francuskiego duetu Daft Punk.
Pierwszym przebojem tercetu na japońskim rynku okazał się singiel „Polyrhythm”, który dotarł do pierwszej 10 najpopularniejszych utworów puszczanych w rozgłośniach radiowych. W 2008 debiutowały fonograficznie pierwszym albumem studyjnym, zatytułowanym Game. Kolejnym utworem, który zyskał szerszą popularność, okazał się singiel „Level3”. W 2012 podpisały kontrakt z wytwórnią Universal Music Group. W 2015 wystąpiły w Ameryce Północnej na rok przed wydaniem ich piątego albumu Cosmic Explorer. Wydawnictwo osiągnęło szczyt na liście Billboard Electronic. Wraz z szóstym albumem Future Pop z 2018, grupa awansowała na czwarte miejsce artystów, których format był jednym z najczęściej kupowanych albumów muzycznych na świecie według tygodnika „Billboard”.

## Dyskografia

### Albumy studyjne[7]
- 2008: Game
- 2009: Triangle
- 2011: JPN
- 2013: LEVEL3
- 2016: Cosmic Explorer
- 2018: Future Pop
- 2022: Plasma